# Premio Pulitzer de Periodismo Nacional
El Premio Pulitzer de Periodismo Nacional ha sido otorgado desde 1942 por un distinguido ejemplo de presentación de informes sobre los asuntos de Estados Unidos. En sus primeros seis años ha sido llamado Premio Pulitzer por Reportaje telegráfico-Nacional.

## Ganadores

### Galardonados por Reportaje telegráfico nacional
- 1942: Louis Stark de The New York Times
- 1943: No hubo entrega
- 1944: Dewey L. Fleming de The Baltimore Sun
- 1945: James Reston de The New York Times
- 1946: Edward A. Harris de St. Louis Post-Dispatch
- 1947: Edward T. Folliard de The Washington Post

### Galardonados por Periodismo Nacional
- 1948: Nat S. Finney, Minneapolis Tribune
- 1949: C. P. Trussel, New York Times
- 1950: Edwin O. Guthman,The Seattle Times
- 1951: No hubo entrega
- 1952: Anthony Leviero, New York Time
- 1953: Don Whitehead, Associated Press
- 1954: Richard Wilson, Des Moines Register
- 1955: Anthony Lewis del Washington Daily News
- 1956: Charles L. Bartlett, Chattanooga Times
- 1957: James Reston, The New York Times
- 1958: Clark Mollenhoff, Des Moines Register and Tribune
- 1958: Relman Morin,Associated Press
- 1959: Howard Van Smith,Miami News
- 1960: Vance Trimble,Scripps-Howard Newspaper Alliance
- 1961: Edward R. Cony, Wall Street Journal,
- 1962: Nathan G. Caldwell y Gene S. Graham, Nashville Tennessean.
- 1963: Anthony Lewis, New York Times.
- 1964: Merriman Smith, United Press International.
- 1965: Louis M. Kohlmeier, Wall Street Journal.
- 1966: Haynes Johnson, Washington Evening Star.
- 1967: Stanley Penn and Monroe Karmin, The Wall Street Journal.
- 1968: Nathan K. (Nick) Kotz, Des Moines Register and Tribune.
- 1968: Howard James, Christian Science Monitor.
- 1969: Robert Cahn, Christian Science Monitor,
- 1970: William J. Eaton, Chicago Daily News.
- 1971: Lucinda Franks y Thomas Powers, United Press International.
- 1972: Jack Anderson.
- 1973: Robert Boyd y Clark Hoyt, Knight Newspapers.
- 1974: Jack White, Providence Journal y Evening Bulletin.
- 1974: James R. Polk, Washington Star-News.
- 1975: Donald L. Barlett and James B. Steele, The Philadelphia Inquirer.
- 1976: James Risser, Des Moines Register.
- 1977: Walter Mears, Associated Press.
- 1978: Gaylord D. Shaw, Los Angeles Times.
- 1979: James Risser, Des Moines Register.
- 1980: Bette Swenson Orsini and Charles Stafford, St. Petersburg Times.
- 1981: John M. Crewdson, The New York Times.
- 1982: Rick Atkinson, The Kansas City Times.
- 1983: Boston Globe.
- 1984: John Noble Wilford, The New York Times.
- 1985: Thomas J. Knudson, Des Moines Register.
- 1986: Craig Flournoy y George Rodrigue de The Dallas Morning News.
- 1986: Arthur Howe, The Philadelphia Inquirer.
- 1987: Equipo de The Miami Herald (con Andrés Oppenheimer, por el tema Irán-Contras)
- 1987: Equipo de The New York Times
- 1988: Tim Weiner, The Philadelphia Inquirer.
- 1989: Donald L. Barlett y James B. Steele, The Philadelphia Inquirer.
- 1990: Ross Anderson, Bill Dietrich, Mary Ann Gwinn y Eric Nalder, The Seattle Times'.
- 1991: Marjie Lundstrom y Rochelle Sharpe, Gannett News Service.
- 1992: Jeff Taylor y Mike McGraw, The Kansas City Star.
- 1993: David Maraniss, The Washington Post.
- 1994: Eileen Welsome, Albuquerque Tribune.
- 1995: Tony Horwitz, The Wall Street Journal.
- 1996: Alix M. Freedman de The Wall Street Journal.
- 1997: Equipo The Wall Street Journal.
- 1998: Russell Carollo and Jeff Nesmith, Dayton Daily News.
- 1999: Equipo de The New York Times.
- 2000: The Wall Street Journal
- 2001: The New York Times
- 2002: The Washington Post
- 2003: Alan Miller y Kevin Sack Los Angeles Times
- 2004: Equipos de Los Angeles Times, Nancy Cleeland, Evelyn Iritani, Abigail Goldman, Tyler Marshall, Rick Wartzman y John Corrigan
- 2005: Walt Bogdanich de New York Times
- 2006: James Risen y Eric Lichtblau del New York Times. Equipos de San Diego Union-Tribune y de Copley News Service
- 2007: Charlie Savage de The Boston Globe
- 2008: Jo Becker y Barton Gellman de The Washington Post
- 2009: Equipo St. Petersburg Times.
- 2010: Matt Richtel y miembros del The New York Times
- 2011: Jesse Eisinger y Jake Bernstein de ProPublica
- 2012: David Wood de The Huffington Post.
- 2013: Lisa Song, Elizabeth McGowan y David Hasemyer de InsideClimate News.
- 2014: David Philipps de The Gazette.
- 2015: Carol D. Leonnig de The Washington Post.
- 2016: El equipo de The Washington Post.
- 2017: David Fahrenthold de The Washington Post.

- Datos: Q1671917